# Ensenerkerk
De Ensenerkerk was een kerkgebouw in Ens op de zuidelijke punt van het toenmalige eiland Schokland.

## Geschiedenis
De kerk werd in de 14e eeuw op een terp op de zuidelijke punt van Schokland gebouwd. Het materiaal was afkomstig van een oudere kerk, die nog wat zuidelijker op het eiland heeft gelegen. Door overstromingen was de oude kerk verloren gegaan.
In de loop van de tijd werd de kerk in zeven fasen uitgebreid totdat in de loop van de 16e eeuw de grootste omvang was bereikt.
In het begin van de 18e eeuw werd besloten om iets noordelijker op het eiland, in de Middelbuurt, een nieuwe kerk te bouwen. Van de oude kerk werd daarna geen gebruik meer gemaakt en deze raakte steeds meer in verval. Uiteindelijk werd in het begin van de 19e eeuw besloten om de kerk af te breken.

## Vuurbakens
De middeleeuwse kerk op de zuidpunt van het eiland werd aanvankelijk als baken gebruikt door schippers en vissers. Na het vallen van de duisternis was het de gewoonte vissersvuren aan te steken om schepen veilig de haven binnen te loodsen. In de 17e eeuw werd er op de zuidpunt een vuurbaak geplaatst, een gebouwtje met een takel en een korf waarmee brandende turf omhoog gehesen kon worden. In 1635 wordt op dezelfde plaatse een 'vuurboete' gebouwd, een stenen gebouw met een rooster op het platte dak waar een open kolenvuur gestookt werd. Om de bouw en het onderhoud van deze vuurboete te bekostigen werd lange tijd tol geheven, het zogenaamde 'Ensergeld'.
Nadat in 1825 de vuurboete door de storm werd verwoest, bouwde Rijkswaterstaat een nieuwe, ronde vuurtoren. De fundamenten hiervan zijn nog steeds zichtbaar op de zuidpunt. De laatste vuurtorens op Schokland waren open ijzeren constructies, zowel op de zuidpunt als op de terp Emmeloord. Beide zijn na de drooglegging afgebroken.

## Archeologisch onderzoek
Na de inpoldering van de Noordoostpolder werd er tijdens de Tweede Wereldoorlog archeologisch onderzoek gedaan. De gevonden stoffelijke resten zijn later herbegraven binnen de ruimte waar de kerk heeft gestaan. De fundamenten van de kerk werden blootgelegd. Er vonden daarna meerdere restauraties van de fundamenten plaats. Zowel de terp als de resterende fundamenten van de kerk zijn sinds 1980 erkend als rijksmonument.

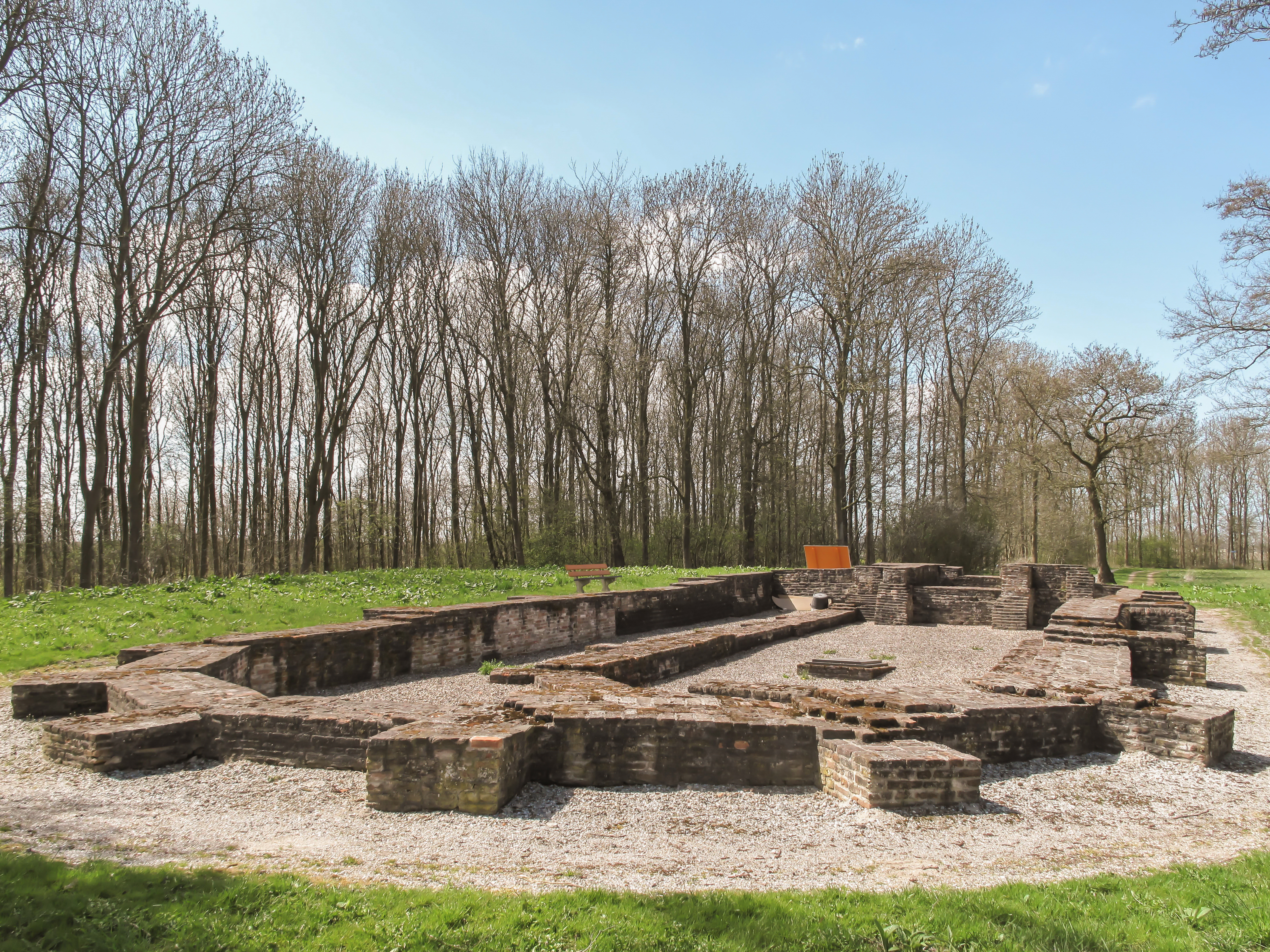
Het terrein gezien vanuit het noordoosten
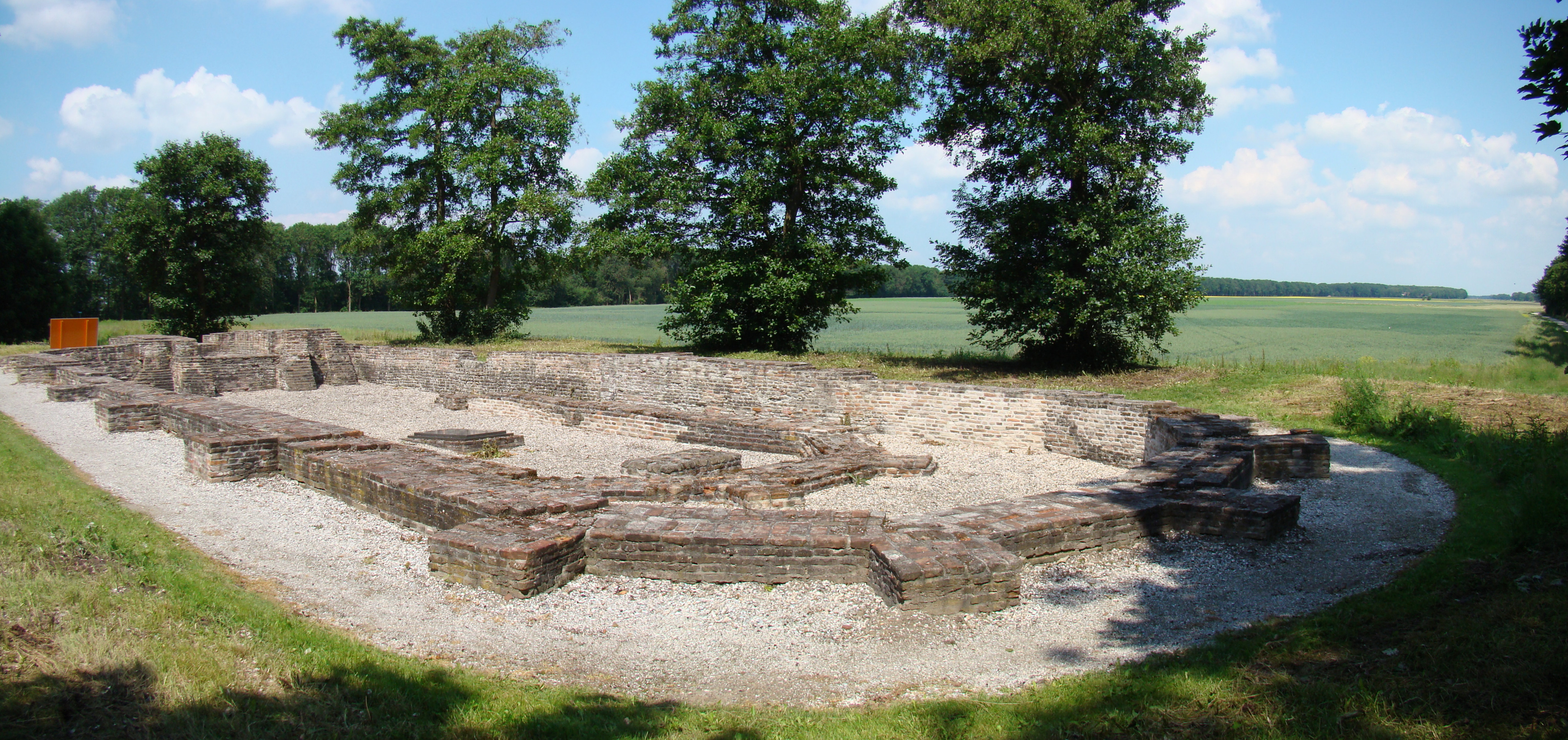
Het terrein gezien vanuit het zuidoosten
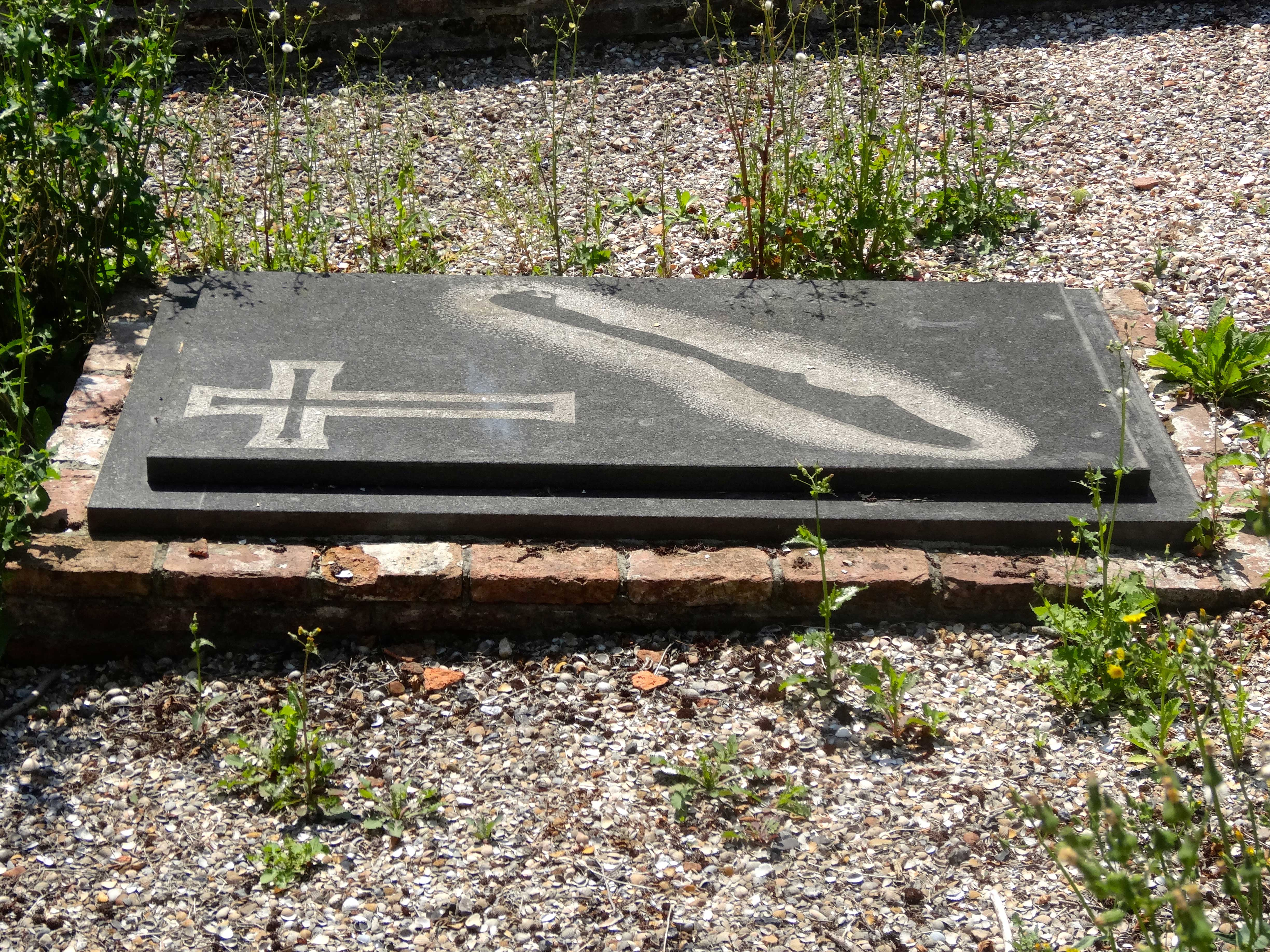
Grafmonument binnen de fundamenten van de kerk
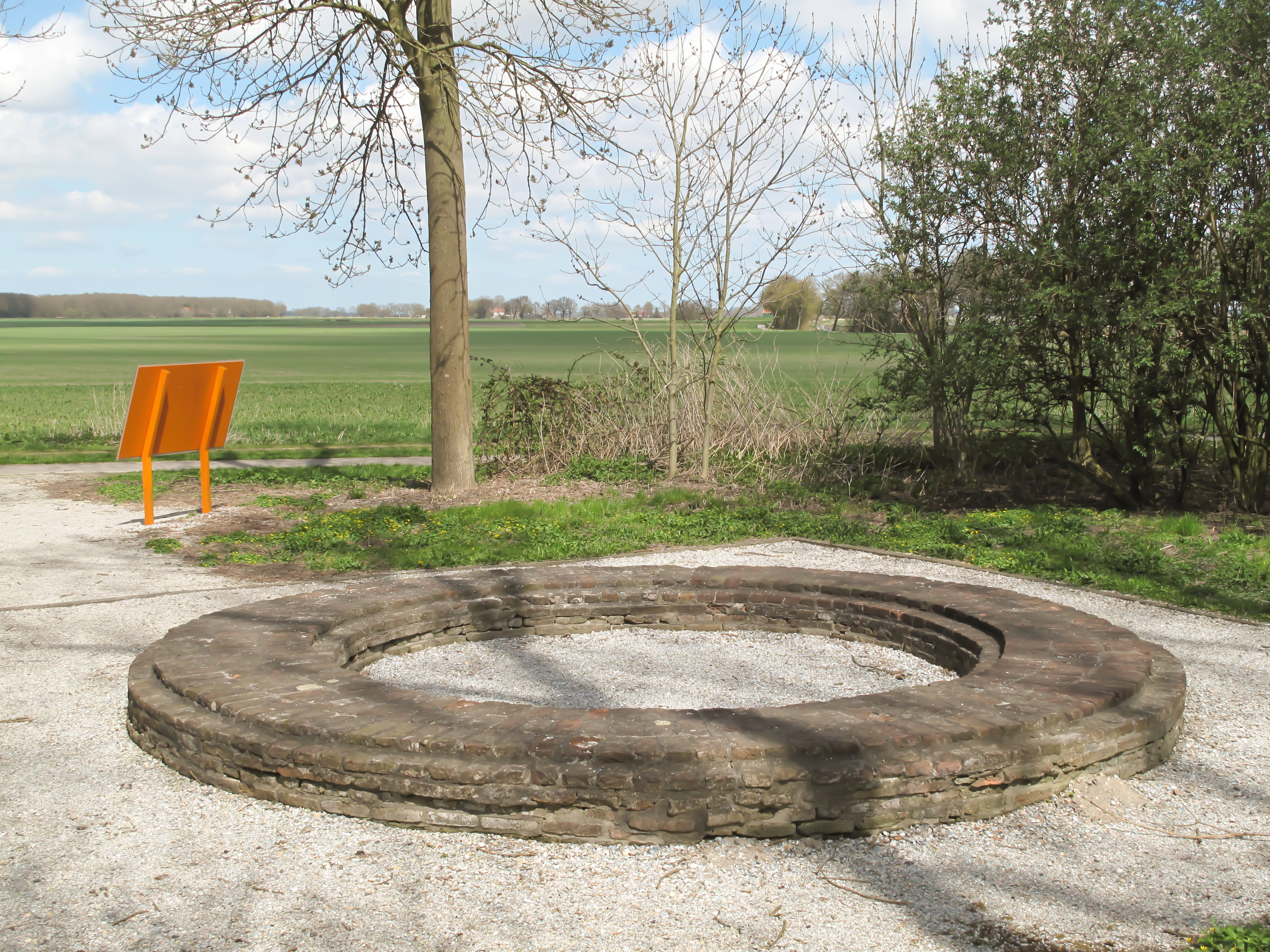
Fundament van de vuurtoren uit 1825
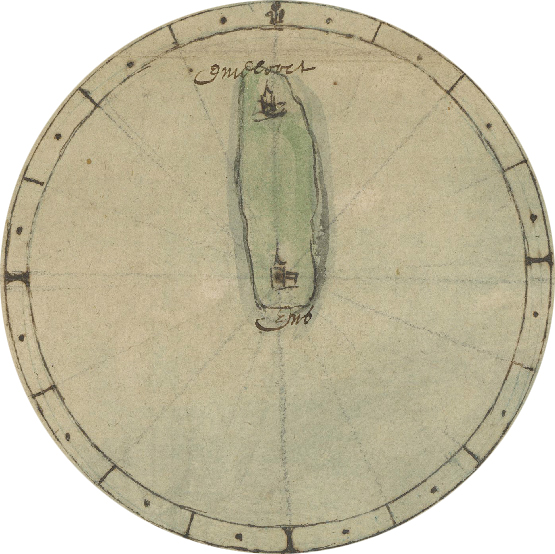
Kerk van Ens op een kaart omstreeks 1600

Ens:
Museum Schokland ·
Terp Middelbuurt ·
Enserkerk ·
IJsloperschuur ·
Terp De Zuidert ·
Terp de Zuidpunt ·
Ensenerkerk ·
Vuurtoren van Ens

Emmeloord:
Oude haven ·
Lichtwachter ·
Misthoorn ·
Schokkerbos ·
Gesteentetuin ·
Het Zand